# عنبر (دهستان)
 عنبر  (در عربی:  عَنبَر )
دهستانی است در عزلهٔ (بلاد المحویت)، در ناحیه (وادی زبیدة)، از توابع استان مَحویت، در کشور یمن در شبه جزیره عربستان. 

## جمعیت
جمعیت این دهستان در حدود ( ۷۴۹۰ نفر و (۱۹ خانوار ) می‌باشد. 

## روستاها
روستاهای توابع این دهستان عبارتند از:
- روستای: العَنبرَة
- روستای: عَنتَم
- روستای: عَنة
- روستای: غَواجة
- روستای: عَواد
- روستای: العَوادر